# 比尔日耶
比尔日耶（法語：Burgille，法語發音：[byʁʒij]）是法国杜省的一个市镇，属于贝桑松区。

## 地理
比尔日耶（47°16'4"N, 5°46'31"E）面积9.28 平方千米，位于法国勃艮第-弗朗什-孔泰大區杜省，该省份为法国东部内陆省份，北起上索恩省，西接汝拉省，东部及东南部与瑞士接壤，东北部与贝尔福地区省接壤。
与比尔日耶接壤的市镇（或旧市镇、城区）包括：马尔奈、吕费堡、库尔沙蓬、拉韦尔奈。

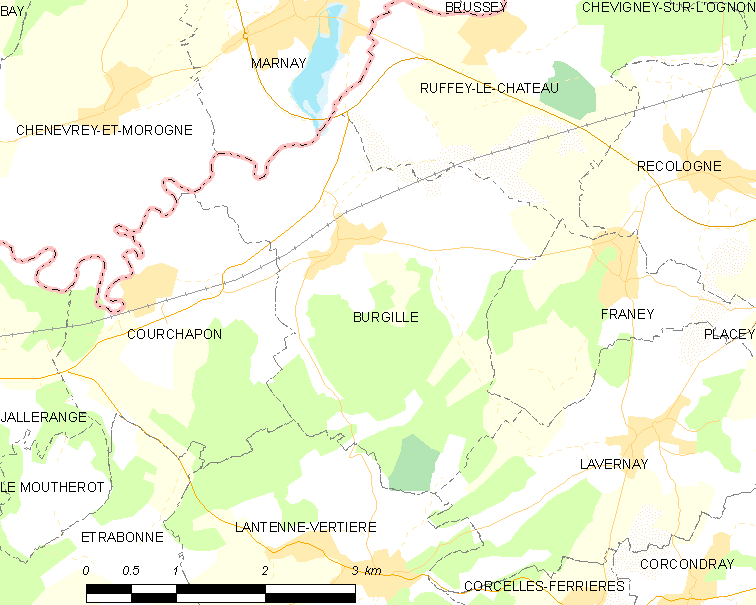
比尔日耶的OSM定位图

比尔日耶的时区为UTC+01:00、UTC+02:00（夏令时）。

## 行政
比尔日耶的邮政编码为25170，INSEE市镇编码为25101。

## 政治
比尔日耶所属的省级选区为圣维特县。

## 人口

1962-2008年间比尔日耶人口变化图示

比尔日耶于2022年1月1日时的人口数量为568人。